# Saison 1900 de la Juventus FC
Maillots
Chronologie
Saison suivante
La saison 1900 du Foot-Ball Club Juventus est la première de l'histoire du club, créé trois ans plus tôt en 1897.
Le club piémontais dispute alors la 3e édition du championnat d'Italie (à l'époque appelé en italien Campionato Federale).

## Historique
| 3e Championnat fédéral italien de football, Éliminatoires (Groupe du Piémont, 2e journée) 11 mars 1900, 15h30 - Stadio Piazza d'Armi, Turin FC Torinese - FBC Juventus 1 - 0 B. Nicola Canfari Armano C. Nicola G. Chiapirone Rolandi Barberis Forlano Donna Gibezzi Varetti Arbitre : Jourdain Buteur : [minute inconnue] Colongo |

Lors de cette première saison officielle, le club, bien que créé en 1897, avec Enrico Canfari comme président (également l'un des créateurs de l'équipe), et après s'être inscrit auprès de la FIF (Fédération d'Italie de football), participe pour la première fois au III Campionato Federale di Prima Categoria (3e championnat fédéral de première catégorie, l'ancêtre de la Serie A), championnat tenu depuis deux saisons et commencé en 1898.
L'effectif du club est jeune, inexpérimenté et principalement composé d'étudiants italiens (dont 9 des créateurs du club comme les défenseurs Alfredo Armano, Gioacchino Armano, Enrico Canfari et Carlo Ferrero ainsi que les attaquants Domenico Donna, Luigi Forlano, Luigi Gibezzi, Umberto Malvano et Carlo Vittorio Varetti).
L'équipe piémontaise (après quelques matchs amicaux joués au cours des années précédentes) s'apprête donc là à jouer les premiers matchs officiels de son histoire au printemps de l'année 1900.
Dans un groupe composé de trois équipes turinoises (le Girone Eliminatorio Piemontese), la Juve joue en tout quatre matchs en commençant par jouer les éliminatoires régionales du championnat. Le club débute donc cette phase éliminatoire lors de la deuxième journée le 11 mars 1900 à Piazza d'Armi (premier match en compétition officielle du club) lors d'une défaite 1-0 contre le FBC Torinese.

Les banconeri à leurs débuts officiels en championnat, avec la chemise rose et cravate noire, le 11 mars 1900.

Une semaine plus tard, le 18 mars 1900, la Juventus gagne son premier match officiel en battant par 2-0 le Ginnastica Torino. Le 1er avril, le club s'impose à nouveau 2-0 contre le Ginnastica pour le match retour, avant de perdre son dernier match contre le FBC Torinese 2-1, ce qui élimine l'équipe de Turin des qualifications régionales.
Les Bianconeri finissent donc la saison à la deuxième place derrière le FBC Torinese, et ne réussit donc pas à se qualifier pour le tour suivant.
Le club remporte néanmoins cette année-là une coupe amateur, la Coppa del Ministero della Pubblica Istruzione (Coupe du ministère de l'instruction publique) au mois d'avril contre le Ginnastica Torino.
Le 6 mai, l'effectif rosanero participe à nouveau à une coupe amicale, la Coppa Studenti Torino (Coupe des étudiants de Turin), lors d'un match contre une équipe d'étudiants de Médecine (score final de deux buts partout).
Plus tard au cours de l'année, le club juventino arrive en finale d'une compétition amicale, la Medaglia di Re (en français Médaille du roi), et est défait le 27 mai par 2 à 0 contre le Milan Cricket and Foot-Ball Club.

## Déroulement de la saison

### Résultats en championnat

#### Éliminatoires du Piémont
| dimanche 11 mars 1900 1re journée | Juventus | 0 - 1 Premier match officiel de l'histoire de la Juventus | FBC Torinese | Campo Piazza d'Armi, Turin 15h30 Arbitre : Jourdain |
| dimanche 11 mars 1900 1re journée |          | Colongo                                                   |              | Campo Piazza d'Armi, Turin 15h30 Arbitre : Jourdain |

| dimanche 18 mars 1900 2e journée | Ginnastica Torino | 0 - 2            | Juventus | Campo Piazza d'Armi, Turin |
| dimanche 18 mars 1900 2e journée |                   | Buteurs inconnus |          | Campo Piazza d'Armi, Turin |

| dimanche 1er avril 1900 3e journée | Juventus         | 2 - 0 | Ginnastica Torino | Campo Piazza d'Armi, Turin |
| dimanche 1er avril 1900 3e journée | Buteurs inconnus |       |                   | Campo Piazza d'Armi, Turin |

| dimanche 8 avril 1900 4e journée | FBC Torinese     | 2 - 1 | Juventus       | Campo Piazza d'Armi, Turin |
| dimanche 8 avril 1900 4e journée | Buteurs inconnus |       | Buteur inconnu | Campo Piazza d'Armi, Turin |

##### Classement
|  |    | Éliminatoires Piémont | Pts | MJ | V | N | D | BP | BC | Dif |
|  | -- | --------------------- | --- | -- | - | - | - | -- | -- | --- |
|  | 1. | FBC Torinese          | 8   | 4  | 4 | 0 | 0 | 8  | 2  | +6  |
|  | 2. | Juventus              | 4   | 4  | 2 | 0 | 2 | 5  | 3  | +2  |
|  | 3. | Ginnastica Torino     | 0   | 4  | 0 | 0 | 4 | 1  | 9  | -8  |

### Matchs amicaux
| dimanche 3 décembre 1900 | Juventus         | 2 - 1 | FBC Torinese   | Turin |
| dimanche 3 décembre 1900 | Buteurs inconnus |       | Buteur inconnu | Turin |

#### Coppa Ministero Pubblica Istruzione
| dimanche 29 avril 1900 | Juventus | score inconnu victoire de la Juventus | Ginnastica Torino | Turin |
| dimanche 29 avril 1900 |          |                                       |                   | Turin |

#### Coppa Studenti Torino
| dimanche 6 mai 1900 | Juventus         | 2 - 2 | Étudiants en médecine | Turin |
| dimanche 6 mai 1900 | Buteurs inconnus |       | Buteurs inconnus      | Turin |

#### Medaglia del Re
- Finale

| dimanche 27 mai 1900 | Milan              | 2 - 0 | Juventus | Milan |
| dimanche 27 mai 1900 | Camperio · Allison |       |          | Milan |

## Effectif du club
Effectif des joueurs du Foot-Ball Club Juventus lors de la saison 1900.